# Barrinha de Esmoriz

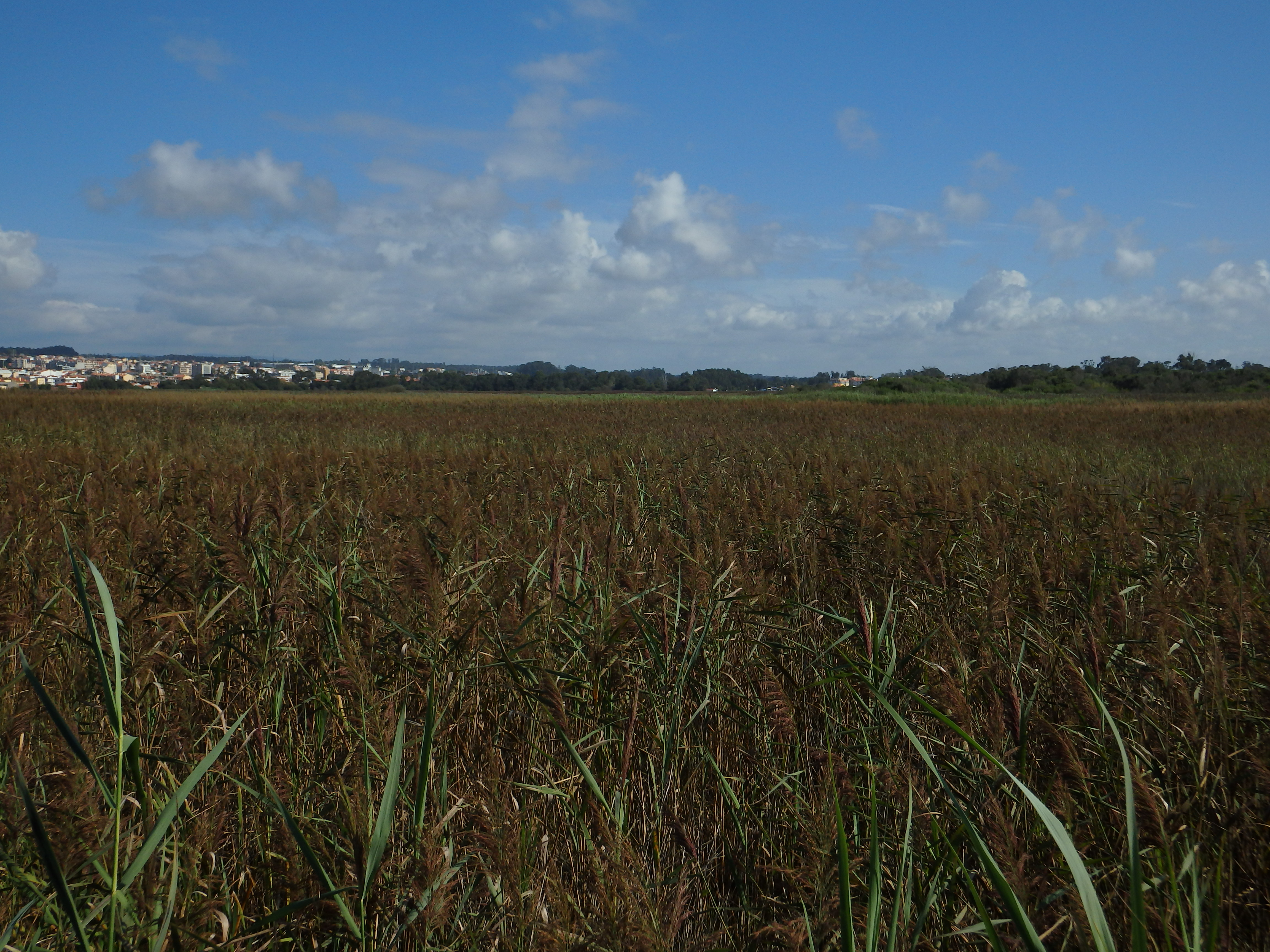
Caniço (Phragmites australis), a espécie de flora dominante na Barrinha de Esmoriz.

Barrinha de Esmoriz ou Lagoa de Paramos é uma lagoa costeira de água salobra, com uma área 396 hectares. A Lagoa de Paramos situa-se entre os municípios de Espinho e Ovar banhando a aldeia de Paramos e a cidade de Esmoriz.
A Barrinha de Esmoriz está integrada numa área com 396 hectares considerada pela BirdLife International como Área Importante para a Preservação de Aves
Entre as espécies locais está a Charadrius alexandrinus e os passeriformes canaviais: Acrocephalus arundinaceus e Acrocephalus scipaceus. A Barrinha de Esmoriz é muito importante para as aves migratórias na passagem do outono.

## Descrição
Esta área é alimentada por águas de duas ribeiras - a vala de Silvalde, que tem a sua foz no lado norte da lagoa e a vala de Maceda/Rio Lambo/ Rio do Buçaquinho que desagua no seu lado sul - que devido ao cordão dunar litoral originam o corpo central da lagoa. Originada pela deposição de areia junto à foz de uma pequena linha de água, o cordão dunar que é aberto sazonalmente para renovação da água.
A Barrinha de Esmoriz está integrada na Rede Natura 2000.

## Praia
Os antigos e típicos palheiros de madeira são espécies em via de extinção numa marginal já muito descaracterizada, dominada por blocos de apartamentos. Para travar o avanço do mar, foi construído um enorme paredão central entre os dois esporões, o que não impede que a zona sul da praia já quase não exiba areia. A norte, o areal tem maiores dimensões e concentra a maior parte da animação.

## Fauna
As espécies que é possível encontrar são:
- Garça-real (Ardea cinerea)
- Pato-real (Anas platyrhynchos)
- Pilrito-das-praias (Calidris alba)
- Guincho-comum (Larus ridibundus )
- Gaivota-d'asa-escura (Larus fuscus)
- Gaivota-argêntea (Larus michahellis)
- Tartaranhão-ruivo-dos-pauis (Circus aeruginosus)
- Andorinha-das-rochas (Ptyonoprogne rupestris)
- Petinha-dos-prados (Anthus pratensis)
- Alvéola-branca (Motacilla alba)
- Pisco-de-peito-ruivo (Erithacus rubecula)
- Cartaxo-comum (Saxicola rubicola)
- Rouxinol-bravo (Cettia cetti)
- Fuinha-dos-juncos (Cisticola juncidis)
- Estorninho-malhado (Sturnus vulgaris)
- Lagostim-vermelho (Procambarus clarkii)
- Rã-de-focinho-pontiagudo (Discoglossus galganoi)

## Flora
Os tipos que se podem encontrar:
- Jasione lusitanica
- Spiranthes aestivalis